# Anna Thynne
Anna Constantia (Beresford) Thynne (Waterford, Irlanda, 1800 — 22 de Abril de 1866) foi uma bióloga marinha britânica que se destacou no estudo de corais e esponjas. Construiu em 1846 o primeiro aquário de água salgada estável e manteve nele corais e esponjas por mais de três anos. Uma das poucas mulheres que à época se dedicaram à biologia, era casada com o reverendo Lord John Thynne (1798–1881), o terceiro filho de Thomas Thynne, o 2.º marquês de Bath.

## Publicações
«On the increase of Madrepores». London: Taylor and Francis. The Annals and magazine of natural history. 3 (29): 449–461. 1859